# Chiến dịch Mã Lai
Chiến dịch Mã Lai (tiếng Nhật:マレー作戦) hay Trận Mã Lai (Tiếng Anh:Battle of Malaya) là cuộc tấn công thuộc địa Mã Lai của Đế quốc Anh bởi Lục quân Đế quốc Nhật Bản từ ngày 8 tháng 12 năm 1941 đến ngày 31 tháng 1 năm 1942 trong giai đoạn đầu của cuộc Chiến tranh Thái Bình Dương thuộc Chiến tranh thế giới thứ hai. Tại Mã Lai, quân Nhật do tướng Yamashita Tomoyuki chỉ huy đã giao chiến với lực lượng Khối Thịnh vượng chung gồm lính Anh, Ấn Độ, Úc và Mã Lai dưới quyền tướng Arthur Percival.
Trận đánh mở đầu bằng cuộc đổ bộ của quân Nhật tại Kota Bharu và kết thúc khi lực lượng liên quân rút lui về Singapore. Trong trận này, nhờ sử dụng xe đạp và xe tăng hạng nhẹ, các lực lượng quân Nhật đã chiếm ưu thế hoàn toàn khi tiến quân thần tốc băng qua các khu rừng già, đánh tập hậu theo các cạnh sườn và đổ bộ ở phía sau. Cho đến khi chiếm được Singapore, quân Nhật chịu thương vong 9.824 người nhưng phía Anh lại có hơn 100.000 người bị bắt làm tù binh.
Trong trận đánh này, quân Nhật đã vi phạm luật pháp quốc tế khi không tuyên chiến với quân Anh

## Bối cảnh
Bán đảo Mã Lai chạy dài từ biên giới Nam Thái Lan đến tận cùng Singapore được coi là mục tiêu hàng đầu của Đế quốc Nhật Bản trong cuộc tiến quân xuống khu vực Đông Nam Á. Khu vực này có nguồn cao su tự nhiên lớn nhất thế giới và trữ lượng lớn thiếc. Phía đông bán đảo được bao phủ bởi rừng già và đầm lầy, phía tây lại là các dãy núi lớn.
Chiến lược quân sự của người Anh tại vùng Viễn Đông chủ yếu dựa vào căn cứ hải quân Singapore, nằm về phía nam Mã Lai, pháo đài kiên cố bảo vệ các thuộc địa Anh vùng Viễn Đông và con đường đến Úc, Đông Ấn Hà Lan và Ấn Độ Dương.
Trong khi đó, theo kế hoạch phối hợp giữa Bộ tổng tham mưu Lục quân với Bộ tổng tham mưu Hải quân Đế quốc Nhật, trong khi lực lượng chủ yếu của hải quân tấn công hạm đội Thái Bình Dương Hoa Kỳ ở Trân Châu cảng thì các lực lượng hải quân khác cũng tấn công các căn cứ quân sự ở Philippines, Singapore... đồng thời, lục quân sẽ đánh vào các mục tiêu đã định sẵn ở Mã Lai, Thái Lan và Hồng Kông.

## Kế hoạch và sự chuẩn bị

### Anh
Khác với Hoa Kỳ lơ là cảnh giác để Nhật Bản tấn công Trân Châu cảng một cách bất ngờ, tại Mã Lai từ năm 1939, người Anh đã cho tăng cường quân đội và củng cố các công trình phòng ngự. Họ đã bỏ ra 60 triệu £ để củng cố việc phòng thủ Singapore và xây dựng một hạm đội hùng hậu với hai chiến hạm tối tân HMS Prince of Wales và HMS Repulse có nhiệm vụ tiêu diệt các đoàn tàu đổ bộ của địch quân. Lực lượng chủ yếu của không quân Anh đặt tại Singapore là nơi máy bay và tàu chiến Nhật Bản khó vươn tới khi mở đầu tấn công. Còn lực lượng lục quân Anh lại dồn về phía Bắc, sát biên giới Thái Lan. Tại Kota Bharu tiếp giáp Thái Lan, Anh có 9.000 quân và tại Kedah có 20.000 quân.
Đại tá Tsugi của Nhật khi thảo kế hoạch hành quân được báo cho biết quân Anh, Ấn, Úc, New Zealand và Mã Lai tại bán đảo này có khoảng 30.000 người. Nhưng qua các cuộc tiếp quân từ Úc và Ấn đến, quân Anh lên đến gần 90.000, trong đó khoảng 15.000 thuộc các ban ngành không trực tiếp chiến đấu.
Tuy nhiên, việc phòng thủ của quân Anh có rất nhiều bất lợi:
- Các chiến đấu cơ Beewster Buffalo của Anh lỗi thời và chậm chạp, kém xa các chiến đấu cơ Nhật.
- Những pháo lớn phòng thủ Singapore đều hướng về phía Nam trở ra biển, đề phòng một cuộc đổ bộ của quân Nhật từ phía ấy nhưng không có một ụ súng nào hướng về phía Bắc.
- Trên toàn bán đảo Mã Lai không hề có bất kì một xe thiết giáp nào để đối đầu với quân Nhật.

Người Anh cũng có một kế hoạch đưa quân lên tỉnh Songkhla, miền nam Thái Lan để chặn hướng tiến của quân Nhật nếu họ tiến vào Thái Lan mang tên kế hoạch Matador, nhưng kế hoạch này sau đó đã bị hủy bỏ.

### Nhật Bản
Theo nhà sử học Takushiro Hattori, cuộc hành quân đánh chiếm Mã Lai được coi là quan trọng nhất trong toàn bộ chiến dịch tiến xuống phía Nam của Nhật Bản. Việc chiếm đóng miền Nam Đông Dương và Thái Lan là bước đầu để Nhật Bản tạo bàn đạp đánh chiếm Mã Lai.
Từ ngày 15 tháng 11, tức là hơn 3 tuần trước khi cuộc Chiến tranh Thái Bình Dương bùng nổ, trung tướng Tomoyuki Yamashita, tư lệnh Quân đoàn 25 có nhiệm vụ đánh chiếm Mã Lai đã tới Sài Gòn nhận chỉ thị trực tiếp của nguyên soái Hisaichi Terauchi, tư lệnh đạo quân phương Nam. Thời tiết bán đảo Mã Lai từ tháng 11 đến tháng 3 năm sau có gió mạnh, sóng lớn rất khó khăn cho việc đổ bộ nên kế hoạch đánh chiếm phải được nghiên cứu rất kĩ.
Ngày 20 tháng 11, phương án tấn công Mã Lai đã được soạn thảo xong. Trong khoảng thời gian này, một hạm đội hơn 20 tàu chiến và tàu đổ bộ đã tập trung trong vịnh Cam Ranh sẵn sàng chở quân về hướng Mã Lai.
Theo kế hoạch tác chiến, ngày N-4 (tức trước ngày đổ bộ 4 ngày), đội tàu chở sư đoàn 5 là lực lượng tấn công chủ yếu sẽ xuất phát đi tới Singora và Pattani là hai điểm đổ bộ ở miền Đông Nam Thái Lan tiếp giáp Mã Lai. Sau khi đổ bộ bí mật và an toàn sẽ theo đường bộ đánh xuống phía Nam, vượt biên giới Mã Lai, chiếm sân bay Kota Bharu ở phía Đông và pháo đài Georgetown ở phía Tây Mã Lai. Trung đoàn 56 và lữ đoàn 23 thuộc sư đoàn 18 cũng xuất phát bằng tàu biển vào ngày N-4, đổ bộ lên Kota Bharu trong khi sư đoàn 5 từ phía Bắc đánh xuống, rồi tiếp tục nhanh chóng hành quân xuống phía Nam, chiếm lĩnh Kuan Tan.
Sư đoàn Cận vệ Hoàng gia đang đóng quân sẵn tại Thái Lan sẽ theo đường bộ, hợp lực với các sư đoàn 5 và 18 đổ bộ lên bờ biển miền Đông Mã Lai cùng đánh xuôi xuống phía Nam, nhằm mục tiêu chủ yếu là Kuala Lumpur. Đợt 1 chiến dịch phải hoàn thành trong 3 ngày. Ngày N+3 chuyển sang đợt hai. Ngày N+8 đổ bộ đánh chiếm Singapore. Ngày N+15 kết thúc chiến dịch.
Lực lượng không quân sẽ yểm trợ cho các cuộc đổ bộ ngày N-3 bắt đầu tập trung tại hai sân bay Tân Sơn Nhất và Biên Hòa. Ngày N sẽ xuất phát. Theo dự trù, tổng số máy bay huy động cho chiến dịch đánh chiếm Mã Lai là 799 chiếc, trong đó có 187 chiếc cất cánh từ các tàu sân bay, 612 chiếc cất cánh từ các sân bay trên đất liền. Bản kế hoạch này cũng ghi tên các căn cứ phục vụ cho chiến dịch, bao gồm toàn bộ sân bay và bến cảng trên đảo Hải Nam; các sân bay và bến cảng Hải Phòng, Đà Nẵng, Nha Trang, Sài Gòn, Tân Sơn Nhất, Biên Hòa, Thủ Dầu Một, Sóc Trăng, đảo Phú Quốc, Kampong Chhnang, Xiêm Riệp trên bán đảo Đông Dương; Singora, Pattani, Bandon tại Thái Lan.

## Diễn biến

### Cuộc đổ bộ của quân Nhật

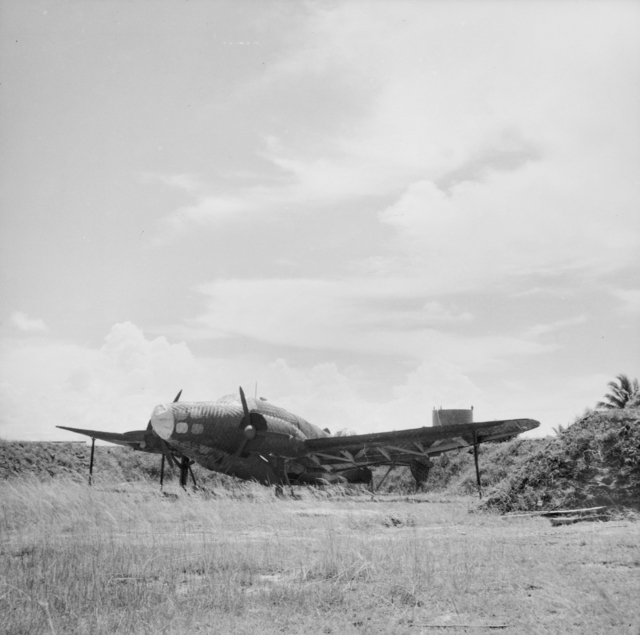
Một chiếc Lockheed Hudson không còn hoạt động được sử dụng làm mồi nhử tại phi trường Kota Bharu.

Sáng ngày 4 tháng 12, đoàn tàu gồm 20 chiếc chở quân Nhật đã rời vịnh Cam Ranh lặng lẽ tiến về phía Nam. Mặc dù đã cố giữ bí mật, nhưng đoàn tàu vẫn không tránh khỏi sự theo dõi của các máy bay trinh sát Mỹ Lockheed Hudson và PBY Catalina. Tuy vậy, họ không hề bị đối phương tấn công. Ngày 7 tháng 12, sau khi đã vào vịnh Thái Lan, đoàn tàu tách làm 3 nhóm để tiến tới 3 mục tiêu khác nhau. Lực lượng chính gồm 14 hạm tàu thẳng tiến về Singora, bên trái nó là nhóm thứ hai gồm 3 chiếc tiến đến Pattani thuộc Thái Lan và nhóm thứ ba cũng gồm 3 chiếc ở bên trái nhóm này hướng tới thành phố Kota Bharu, một thành phố của Mã Lai cách Singora của Thái Lan 200 km. Đêm khuya, các hạm tàu thuộc cả ba hướng lần lượt đến nơi đã định.
Tại Kota Bharu, vào lúc 23 giờ 25 phút, quân Nhật do đại tá Yoshio Nasu chỉ huy đã bắt đầu đổ bộ. Đúng 23 giờ 30 ngày 7 tháng 12 (giờ Mã Lai), tức 1 giờ 30 ngày 8 tháng 12 ở Tokyo, đại bác trên các chiến hạm do chuẩn đô đốc Shintaro Hashimoto chỉ huy bắt đầu pháo kích lên bờ. Đây là những tiếng súng đầu tiên mở màn cho cuộc Chiến tranh Thái Bình Dương vì cuộc tấn công Trân Châu Cảng chỉ bắt đầu sau đó gần 2 giờ. Mục tiêu của người Nhật là phi trường nằm cách thành phố 2 km.
Kota Bharu khu vực nằm sát biên giới Mã Lai - Thái nên quân đồn trú ở đây khá đông và xây dựng nhiều cụm phòng ngự ở ngoài bãi biển và sâu bên trong. Theo kế hoạch hành quân của tướng Yamashita, Kota Bharu là chiến trường nghi binh nhằm gợi sự chú ý của hải quân, không quân Anh về đó. Còn những điểm đổ bộ chính là ở Pattani và nhất là Singora.
Lực lượng quân Anh phòng thủ tại bãi biển là quân đoàn III Ấn Độ do trung tướng Lewis Heath chỉ huy. Trận đánh tại bãi biển kéo dài 3 tiếng đồng hồ và cuối cùng quân Nhật đã giành thắng lợi sau khi quân phòng thủ hết đạn và rút lui về phía Nam sau khi cho toàn bộ số máy bay tại sân bay cất cánh. Hơn 4 giờ sáng ngày 8 tháng 12, quân Nhật đã chiếm được sân bay đầu tiên của Anh ở Mã Lai.
Trong khi đó, ở Pattani và Singora, cuộc đổ bộ diễn ra đơn giản hơn. Tại Pattani, quân lính và sĩ quan Thái Lan bị mua chuộc không phản ứng gì. Còn ở Singora, sở chỉ huy cảnh sát nhận được tiền, quà của Nhật cũng không chống cự gì. Nhật Bản sau đó đã ép chính quyền Thái Lan phải cho quân đội nước này sử dụng các căn cứ trên đất Thái để tiến hành xâm lược Mã Lai, sau khi chiến đấu với quân đội Thái trong khoảng thời gian 8 giờ vào lúc sáng.
4 giờ sáng, 17 máy bay ném bom của Hải quân Đế quốc Nhật Bản đã tiến hành oanh tạc Singapore, làm 133 người chết. Điều này là bằng chứng cho việc các máy bay ném bom Nhật có căn cứ tại Sài Gòn giờ đây đã có tầm hoạt động đến tận Singapore.
Chiến dịch thay thế cho chiến dịch Matador, mang tên Chiến dịch Krohcol, đã được tiến hành vào ngày 8 tháng 12, nhưng lính Ấn Độ đã dễ dàng bị Sư đoàn 5 Nhật đổ bộ lên Pattani đánh bại.

### Đánh chìm Prince of Wales và Repulse

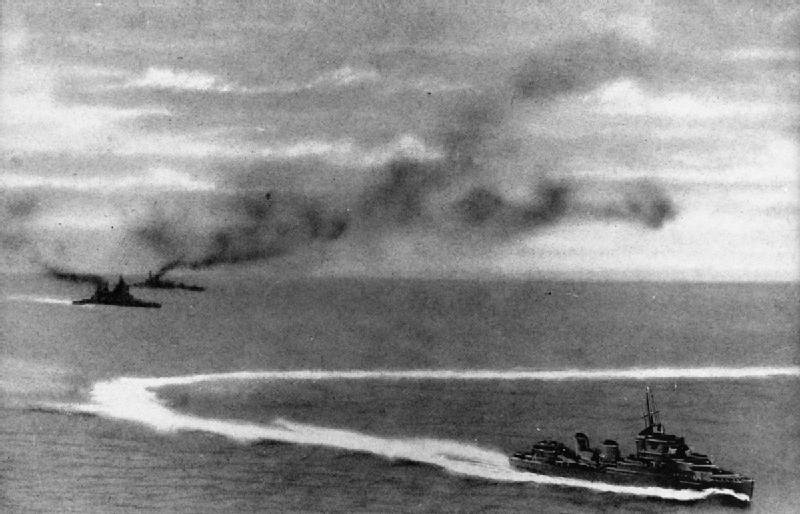
Prince of Wales (phía trước, bên trái) và Repulse (đằng sau, bên trái) đang bị các máy bay Nhật Bản tấn công.

Nhìn chung chiến dịch tấn công Mã Lai diễn ra đúng với kế hoạch định sẵn trừ một trường hợp đột xuất. Đó là vào sáng ngày 5 tháng 12, khi quân đoàn 25 từ Hải Nam đang xuống Cam Ranh và Vũng Tàu thì bị máy bay trinh sát của Anh phát hiện. Lập tức đô đốc Tom Phillips đã cho điều động Lực lượng Z gồm 1 thiết giáp hạm (Prince of Wales), 1 tuần dương hạm thiết giáp (Repulse) và 4 khu trục hạm từ Singapore tiến lên vùng biển phía Bắc Mã Lai để tiêu diệt các tàu chở quân. Tuy nhiên, lực lượng này đã ra khơi mà không có sự yểm trợ của không quân.
Phía Nhật Bản sau khi phát hiện lực lượng này bằng tàu ngầm và máy bay trinh sát đã cho máy bay đi tìm tấn công nhưng vẫn không tìm được và phải quay về sân bay Biên Hòa vì cạn nhiên liệu. Thống chế Terauchi đã ra lệnh cho Tư lệnh không quân Nhật tại Đông Dương "phải cho máy bay bay xa hơn, nếu cạn nhiên liệu sẽ đáp xuống một sân bay nào đó trên đất Mã Lai mà quân đoàn 25 sẽ đánh chiếm bằng được."
7 giờ 10 sáng ngày 10 tháng 12, 88 máy bay Nhật gồm 27 chiếc chở bom và 61 chiếc phóng ngư lôi đậu ở sân bay Tân Sơn Nhất được lệnh xuất phát. Đến 11 giờ số máy bay này gặp lực lượng Z. Trong khoảng 2 giờ đồng hồ, với hai đợt tấn công bằng bom và ngư lôi, các máy bay Nhật đã đánh chìm 2 chiến hạm chủ lực HMS Prince of Wales và HMS Repulse. Đô đốc Phillips cũng chết theo tàu của mình. Điều này khiến cho hải quân Anh không còn đủ sức cản phá cuộc đổ bộ của Nhật Bản vào vùng bờ biển Mã Lai nữa.

### Các cuộc không chiến

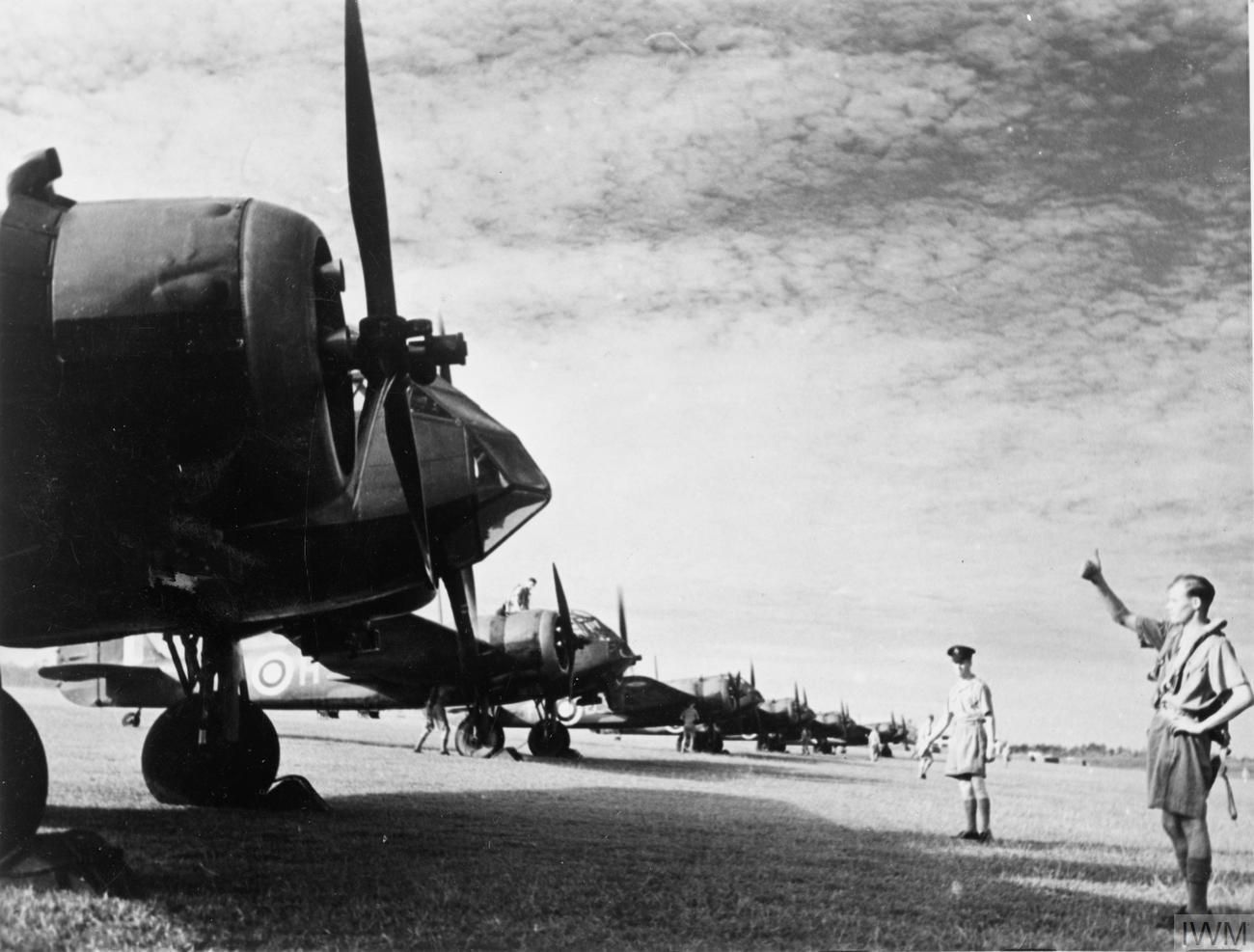
Những chiếc máy bay ném bom Bristol Blenheim thuộc Không đoàn 62 Không quân Hoàng gia Anh tại Tengah, Singapore vào ngày 8 tháng 2 năm 1941

Các phi đoàn Đồng Minh đóng tại Mã Lai được trang bị chủ yếu là các máy bay Brewster Buffalo mắc rất nhiều khuyết điểm: tốc độ và độ linh hoạt kém hơn nhiều các chiến đấu cơ Nhật, trang bị yếu; không đầy đủ phụ tùng dự trữ; số lượng nhân viên lo các công việc dưới mặt đất không đủ; các sân bay khó chống lại các cuộc không kích; thiếu một hệ thống mệnh lệnh rõ ràng và nhất quán; mâu thuẫn giữa các phi đoàn và nhân viên Không quân Hoàng gia Anh và Không quân Hoàng gia Úc và hầu hết phi công là những người thiếu kinh nghiệm và không được tập luyện đầy đủ.
Càng tồi tệ hơn cho không quân Đồng Minh khi chiến đấu cơ của Nhật A6M Zero vượt trội hơn tất cả máy bay Đồng Minh ở Mã Lai. Vì phải chịu nhiều tổn thất trong tuần đầu tiên của chiến dịch, đã dẫn đến sự hợp nhất của các phi đội và di tản dần sang Đông Ấn Hà Lan của không quân Đồng Minh. Tuy nhiên, một phi công, trung sĩ Malcolm Neville Read thuộc Phi đoàn 453 Không quân Hoàng gia Úc đã hi sinh khi dùng chiếc Brewster Buffalo của mình lao thẳng vào chiếc Ki-43 Oscar thuộc Không đoàn 64 trên bầu trời Kuala Lumpur ngày 22 tháng 12, 1941.
Một phi đoàn của Không quân Hoàng gia Hà Lan tại Đông Ấn (ML-KNIL), 2-VLG-V, đã được đưa đến Singapore tham gia vào lực lượng Đồng Minh, trước khi bị triệu hồi về Java ngày 18 tháng 1. Nhiều phi công Hà Lan, trong đó có Jacob van Helsdingen và August Deibel đã tham gia vào nhiệm vụ chống các máy bay Nhật ném bom Singapore từ sân bay Kallang. Họ khẳng định đã bắn rơi 6 máy bay, trong đó đặc biệt là những chiếc Ki-27 Nate. Những đóng góp của phi đoàn này đã làm suy yếu một phần nhỏ lực lượng không quân Nhật.
Các máy bay ném bom Đồng Minh hầu hết đều lỗi thời - Bristol Bleheim, máy bay ném bom hạng nhẹ Lockheed Hudson và máy bay phóng ngư lôi Vickers Vildebeest — và hầu hết số máy bay này đã bị phá hủy trên không hay trên mặt đất bởi các chiến đấu cơ Nhật nên không có ảnh hưởng đến diễn biến chiến dịch. Tuy nhiên, Arthur Scarf, chỉ huy một phi đoàn, đã được truy phong Huân chương Victoria vì một cuộc tấn công ngày 9 tháng 12.
Ngoài ra, cơ quan tình báo quân sự Nhật đã tuyển mộ được một sĩ quan Anh, đại úy Patrick Heenan, đang làm sĩ quan không quân trong quân đội Ấn Độ. Mặc dù hiệu quả trong công việc tình báo của Heenan vẫn còn gây nhiều tranh cãi, người Nhật đã phá hủy phần lớn số máy bay của Đồng Minh tại Bắc Mã Lai chỉ trong vòng 3 ngày. Heenan bị bắt ngày 10 tháng 12 và được đưa đến Singapore. Tuy nhiên, quân đội Nhật đã hoàn toàn giành được quyền làm chủ trên không.

### Tiến xuống bán đảo Mã Lai

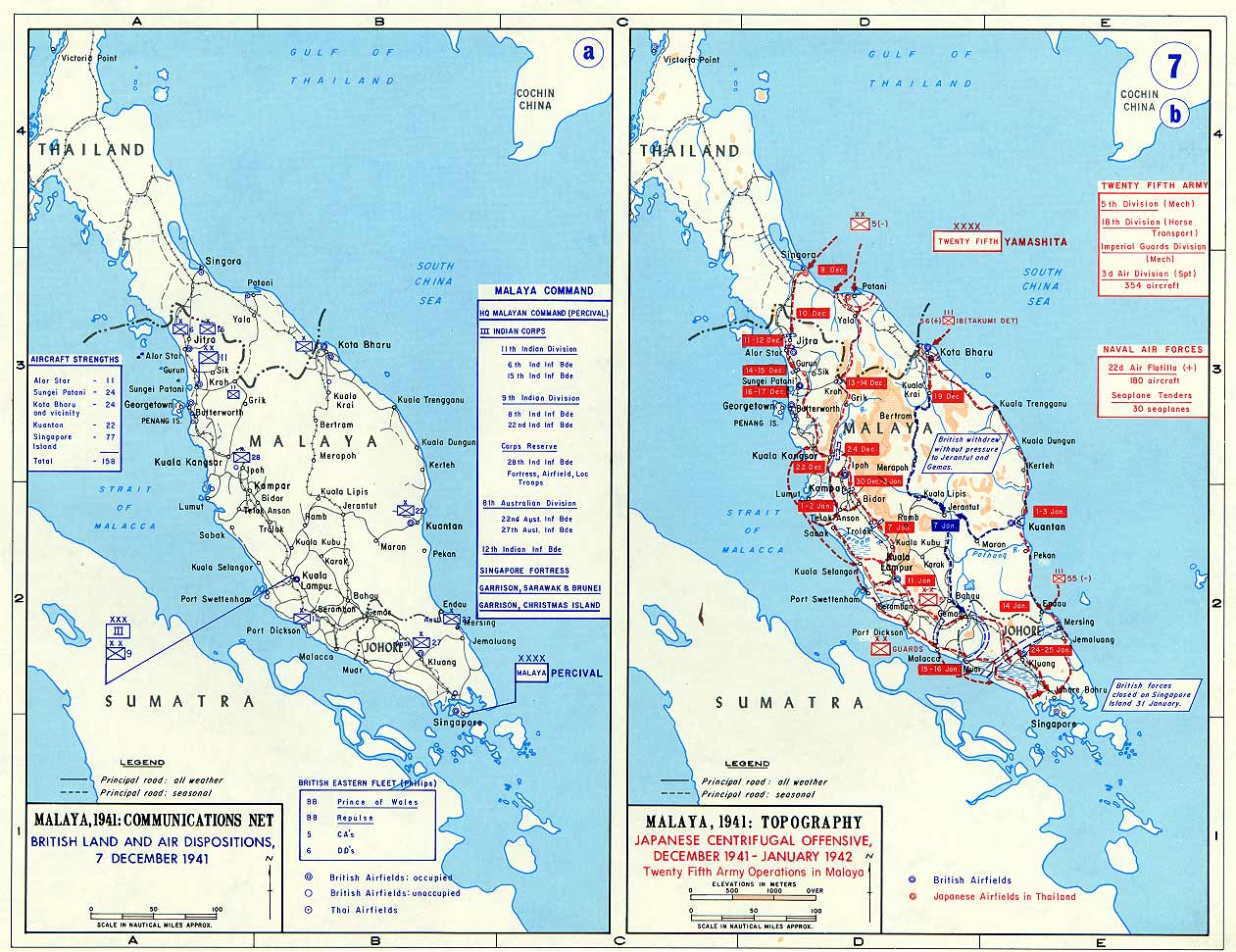
Bản đồ Chiến dịch Mã Lai

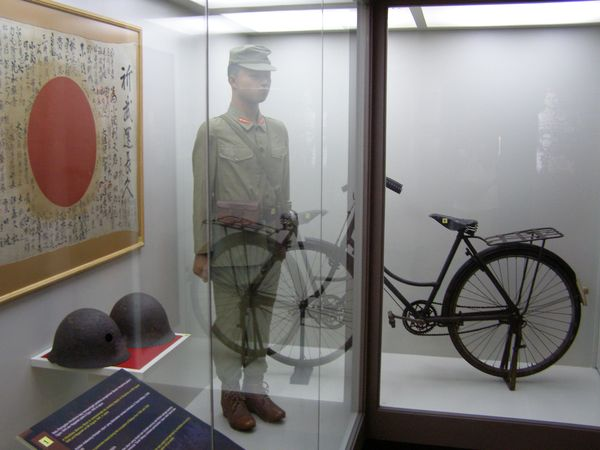
Xe đạp được lính Nhật sử dụng trong chiến dịch Mã Lai

Thảm họa của các chiến hạm Prince of Wales và Repulse mang lại một hậu quả đau thương khác cho chiến trường Mã Lai. Hải quân Hoàng gia Anh không đủ năng lực đánh chìm các tàu chở quân và vũ khí của Nhật từ Hòn Khoai (Cà Mau) tiến đến. Vì vậy, từ 3 đầu cầu đổ quân ở Pattani, Singora (Nam Thái Lan) và Kota Bharu (Bắc Mã Lai), quân Nhật như vết dầu loang, bắt tay nhau được với các đơn vị khác và trong một tuần, vừa kiểm soát vùng biên giới Thái Lan - Mã Lai vừa tiếp nhận thêm binh lính, vũ khí, xe tăng, cơ giới công binh và xe đạp để chuẩn bị tiến công về phía Nam.
Hai sân bay lớn ở Bắc Mã Lai là Kota Bharu và Tanah Mirah rơi vào tay Nhật nên cả miền Bắc Mã Lai vắng bóng máy bay Anh. Người Nhật giành được quyền làm chủ trên không đã liên tục oanh kích các lực lượng bộ binh và dân thường.
Tướng Yamashita quyết định tiến về Nam theo hai gọng kìm. Một, theo bờ biển phía Đông nhìn ra vịnh Thái Lan, đánh chiếm thủ đô Kuala Lumpur, còn một cánh khác theo bờ biển phía Tây nhìn về biển Andaman thuộc Ấn Độ Dương. Mục tiêu của gọng kìm thứ hai là hai thành phố Jitra và Gurun. Quân Đồng Minh đã bị đánh bại tại Jitra bởi quân Nhật tiến xuống từ miền nam Thái Lan có xe tăng yểm trợ từ ngày 11 đến ngày 13 tháng 12 năm 1941.
Đảo Penang thuộc Mã Lai đã bị người Nhật ném bom suốt từ ngày 8 tháng 12, sau cùng người Anh đã phải từ bỏ kháng cự vào ngày 17 tháng 12. Vũ khí, tàu, hàng tiếp liệu và trạm radar đều bị bỏ lại, những người châu Âu được di tản hết khỏi đảo còn dân địa phương thì bị bỏ lại và chỉ còn biết trông chờ vào sự thương xót của lính Nhật, hành động này đã gây ra một sự bất mãn của người dân địa phương đối với người Anh.
Ngày 23 tháng 12, thiếu tướng David Murray-Lyon chỉ huy sư đoàn bộ binh 11 Ấn Độ đã bị cách chức. Đến tuần cuối cùng của tháng 1, toàn bộ miền Bắc Mã Lai đã bị quân Nhật chiếm. Cùng vào thời điểm này, chính phủ Thái Lan trước sự đe dọa của Nhật Bản đã phải ra tuyên bố liên minh với Nhật Bản và tuyên chiến với Anh-Hoa Kỳ. Người Nhật sau đó đã đồng ý cho Thái Lan khôi phục lại quyền làm chủ của họ đối với một số vùng phía bắc Mã Lai.
Đối với quân Nhật từng đổ bộ ở Đông Mã Lai, cuộc chiến đấu quyết liệt của quân Anh ngay từ bãi biển Kota Bharu làm cho họ nghĩ rằng, càng tiến sâu về phía Nam chắc chắn sẽ gặp nhiều phản ứng hơn. Nhưng họ lại thấy rằng, không một phòng tuyến nào của quân Anh được thiết lập để ngăn cản họ suốt cuộc hành trình dài 400 km xuôi nam. Không một máy bay nào chặn đánh họ. Lý do dễ hiểu là quân Anh đang cố phòng thủ ở phía Nam Mã Lai và họ không có lấy một chiếc xe tăng để nghênh chiến, đó là một sai lầm chiến lược của các tướng lãnh cấp cao Anh. Trước khi chiến tranh bùng nổ, họ cho rằng một xứ nhiều núi và rừng như Mã Lai không có môi trường cho chiến xa hoạt động giờ thì các đoàn xe tăng hạng nhẹ của Nhật tiến nhanh như vào chỗ không người.
Sư đoàn 11 Ấn Độ đã cố gắng trì hoãn bước tiến của quân Nhật trong vài ngày tại Kampar, nơi mà quân Nhật phải chịu nhiều thương vong do địa hình không cho phép họ sử dụng xe tăng và sức mạnh không quân. Tuy nhiên, Sư đoàn 11 đã phải rút lui khi quân Nhật đổ bộ bằng đường biển ở phía nam Kampar-ngay sau lưng phòng tuyến, quân Anh - Ấn sau đó đã rút lui về vị trí đã được chuẩn bị sẵn tại sông Slim.
Tại sông Slim, 2 lữ đoàn Ấn Độ đã bị tiêu diệt gần hết khi quân Nhật tấn công bất ngờ bằng xe tăng vào ban đêm, thất bại này đã buộc tướng Percival phải thay thế sư đoàn 11 bằng sư đoàn 8 Úc. Ngày 7 tháng 1, đại tướng Archibald Wavell vừa được bổ nhiệm làm Tổng tư lệnh liên quân Anh - Hà Lan cho toàn vùng Đông Nam Á, từ bộ tư lệnh ở Bandung bay qua Singapore thị sát. Wavell ra lệnh thành lập một phòng tuyến cố thủ các chiến trường đến hơn 100 km về phía nam và tất cả lui về đây. Ngày 11 tháng 1, quân Nhật chiếm được Kuala Lumpur mà không gặp bất kì một sự kháng cự nào, người Nhật giờ chỉ còn cách Singapore 200 dặm.

### Phòng thủ Johore

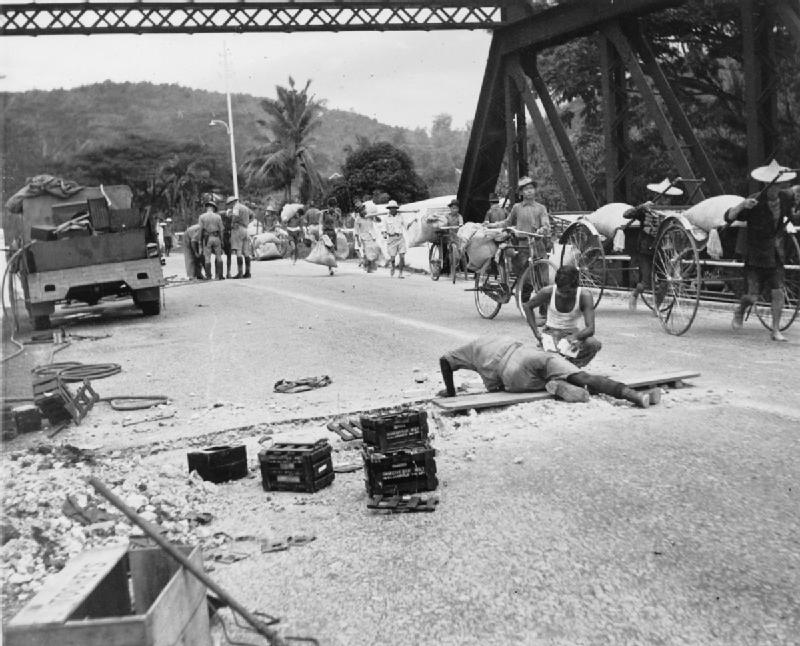
Công binh Hoàng gia Anh đang chuẩn bị phá hủy một cây cầu gần Kuala Lumpur trong khi rút lui

Đến giữa tháng 1, quân Nhật đã tiến đến bang Johore nằm ở phía Nam Mã Lai. Ngày 14 tháng 1, họ đã lần đầu tiên chạm trán với sư đoàn 8 Úc, do thiếu tướng Gordon Bennett chỉ huy. Trong cuộc đụng độ này, người Nhật lần đầu tiên đã phải rút lui khi vấp phải sức kháng cự mạnh của quân Úc tại Gemas. Trận đánh diễn ra quanh cầu Gemensah đã khiến quân Nhật chịu thương vong 600 người nhưng cây cầu bị phá hủy trong trận đánh đã được sửa lại chỉ sau 6 giờ.
Trong một nỗ lực khác, khi quân Nhật cố gắng đánh bọc sườn quân Úc ở phía tây Gemas đã dẫn đến trận đánh đẫm máu nhất của chiến dịch bắt đầu từ ngày 15 tháng 1 tại bán đảo bờ biển phía Tây gần sông Muar. Bennett đã giao cho lữ đoàn 45 Ấn Độ (một đơn vị mới và chưa được huấn luyện nhiều) phòng thủ bờ sông phía nam nhưng đơn vị này đã quân Nhật đổ bộ từ biển đánh bọc sườn tiêu diệt, tư lệnh lữ đoàn là H. C. Duncan và 3 tư lệnh tiểu đoàn cũng bị giết chết. Hai tiểu đoàn bộ binh Úc, được gửi đến yểm trợ Lữ đoàn 45, cũng bị đánh bọc sườn và cắt đường rút lui, kết quả là một tiểu đoàn trưởng người Úc bị giết chết trong trận giao tranh tại thị trấn Bakri, đông nam Muar, phần lớn cả hai tiểu đoàn đều không tới được điểm hẹn là vị trí của Lữ đoàn 45, tất cả bị quân Nhật tiêu diệt sau một số trận giáp lá cà xuyên qua các cánh rừng. Tại Bakri, những người lính chống tăng Úc được trang bị bằng vũ khí cá nhân và một it súng chống tăng đã tiêu diệt được 9 xe tăng Nhật, làm chậm đáng kể bước tiến quân Nhật đủ để những người còn sống sót của 5 tiểu đoàn Úc rút lui khỏi Muar.

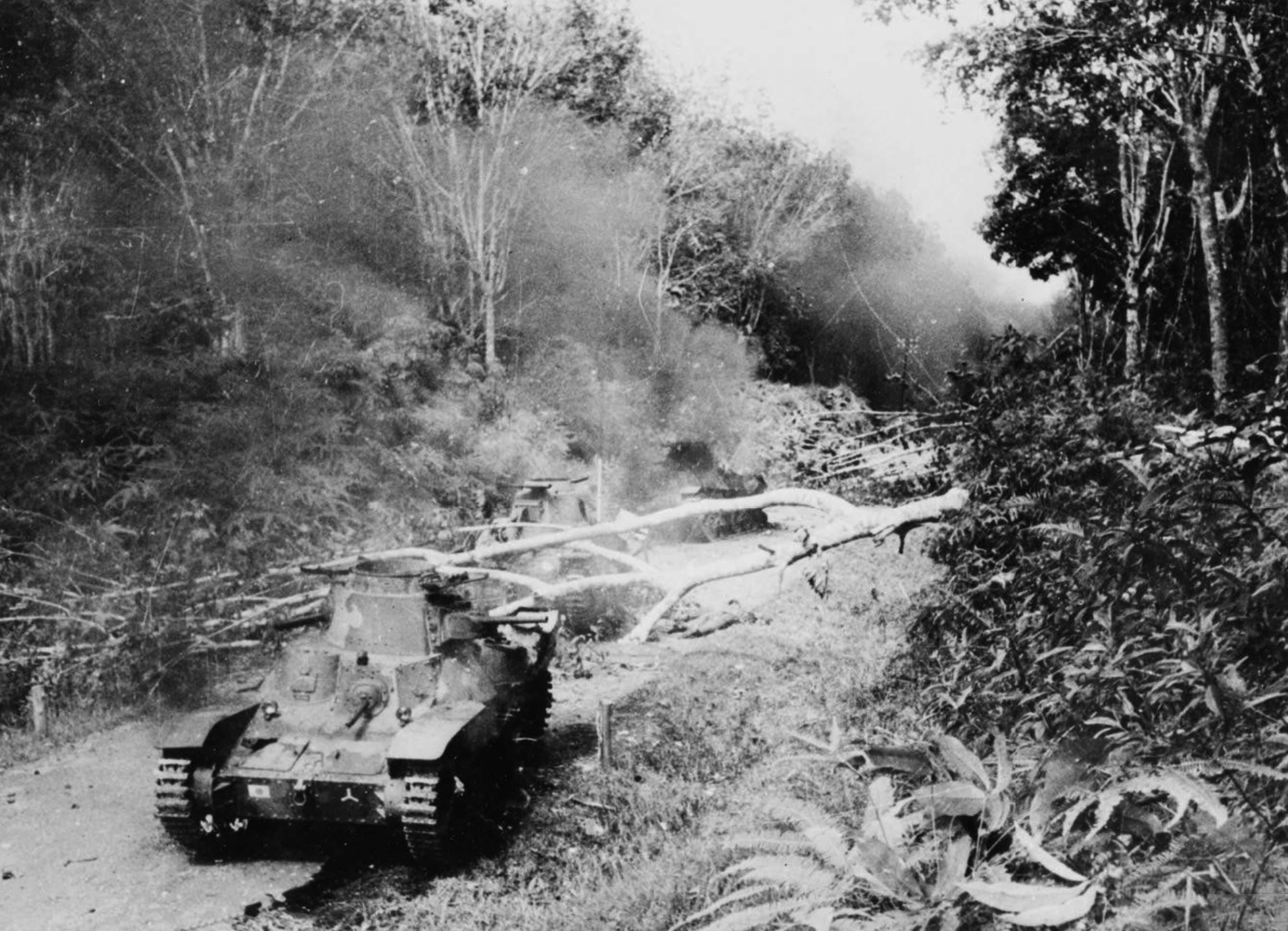
Một xe tăng Ha-Go Kiểu 95 của Nhật bị quân Úc tiêu diệt gần Bakri.

Sau đó, những người lính Ấn và Úc còn sống sót đã thành lập Lực lượng Muar do trung tướng Úc Charles Anderson chỉ huy để chống cự với quân Nhật trong suốt 4 ngày, tạo điều kiện cho các đơn vị còn lại của Khối Liên hiệp Anh rút khỏi miền bắc Mã Lai và đẩy lùi người Nhật. Khi Lực lượng Muar tiến đến cây cầu tại Parit Sulong, họ phát hiện nó đã nằm trong tay quân Nhật. Sáng ngày 21, họ nỗ lực phản công chiếm lại cây cầu nhưng bị quân Nhật đẩy lùi bằng xe tăng, pháo và máy bay, chịu thương vong 1.700 người. 9 giờ sáng ngày 22, Anderson ra lệnh rút quân và ông cùng những người còn lại của đơn vị đã phân tán về phía đông, vượt qua rừng già và đầm lầy để tới Yong Peng, sở chỉ huy của sư đoàn, để lại 150 người bị thương. Toàn bộ số quân lính bị thương đã bị quân Nhật giết chết trong cuộc thảm sát Parit Sulong, nhưng vẫn có hai người thoát được. Anderson sau đó đã được tặng thưởng Huân chương Victoria vì thành tích chiến đấu của mình. Trận Muar đã làm cho liên quân chịu thương vong 3.000 người trong đó có 1 lữ đoàn và 3 tiểu đoàn trưởng, quân Nhật cũng chịu thiệt hại 700 người sau trận này.
Ngày 20 tháng 1, quân Nhật đổ bộ lên Endau, bất chấp cuộc tấn công từ các oanh tạc cơ Vildebeest. Tuyến phòng thủ cuối cùng của liên quân Khối Thịnh vượng chung tại Johore qua Batu Pahat-Kluang-Mersing bị tấn công trên toàn tuyến. Thật không may là tướng Percival đã chống lại việc xây dựng các tuyến phòng thủ cố định tại Johore, như trên bờ biển Bắc Singapore khi phản đối lời đề nghị của Chỉ huy trưởng Lực lượng công binh, chuẩn tướng Ivan Simson với lời phê bình: "Phòng thủ sẽ không tốt cho tinh thần chiến đấu". Sau 5 ngày chiến đấu, quân Nhật phá tan hàng phòng ngự và bắt sống hàng ngàn binh sĩ Đồng Minh bị bỏ lại hay nằm gọn trong vòng vây của người Nhật.
Ngày 27 tháng 1 năm 1942, Percival nhận được lệnh của đại tướng Archibald Wavell, cho quân Anh-Ấn rút lui qua eo biển Johore để đến Singapore.

### Rút lui về Singapore

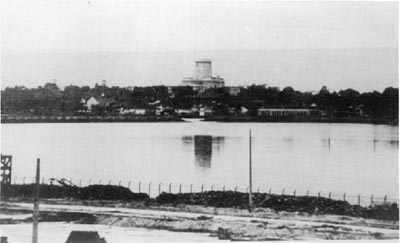
Cảnh con đê nối Johore và Singapore sau khi bị công binh đặt mìn phá hủy.

Ngày 31 tháng 1, lực lượng cuối cùng liên quân đã rời Mã Lai và công binh đã cho đặt thuốc nổ phá con đê nối liền Johore và Singapore. Một số quân Nhật đã cải trang thành dân thường để xâm nhập vào hòn đảo này bằng xuồng.
Vào cuối tháng 1, Patrick Heenan – sĩ quan trong không quân Ấn Độ bị kết tội phản quốc vì làm gián điệp cho Nhật Bản, đã bị đem ra tòa án quân sự xét xử và bị kết án tử hình. Ngày 13 tháng 2, năm ngày sau khi quân Nhật tiến đánh Singapore, cảnh sát quân sự Anh đã đem hành quyết Heenan tại cảng Keppel, phía nam Singapore và xác bị quăng xuống biển.

## Kết quả
Trong khoảng thời gian chưa đầy 2 tháng, quân Nhật đã chinh phục thành công toàn bộ bán đảo Mã Lai khiến liên quân Khối Thịnh vượng chung phải lùi về Singapore để cố thủ. Tổn thất của liên quân là 5.500 người chết, 5.000 người bị thương và 40.000 tù binh. Phía Nhật có 1.800 người chết và 3.400 người bị thương. Quân Nhật bắt đầu tấn công Singapore vào ngày 7 tháng 2 và tướng Arthur Percival cuối cùng đã phải đầu hàng cùng với lại 50.000 tù binh ngày 15 tháng 2.
Trong chiến dịch Mã Lai, lực lượng Công binh Hoàng gia Anh đã phá hủy hàng trăm cây cầu trong cuộc rút lui, làm giảm phần nào tốc độ tiến quân của người Nhật. Tuy nhiên quân Nhật đã cho bộ binh đi xe đạp vác xe qua suối và công binh ở phía sau sửa cầu để xe tăng và cơ giới qua sau.

## Danh sách các trận đánh
- Trận Kota Bharu
- Không kích Singapore
- Chiến dịch Krohcol
- Đánh chìm Prince of Wales và Repulse
- Trận Jitra
- Trận Kampar
- Trận Sông Slim
- Trận Muar
- Trận Gemas
- Trận Endau
- Trận Singapore